# Белохвостая дроздовая горихвостка
Белохвостая дроздовая горихвостка (лат. Neocossyphus poensis) — вид птиц семейства дроздовых. Выделяют два подвида. Распространены в Африке.

## Описание
Белохвостая дроздовая горихвостка достигает длины 20—22 см и массы от 43 до 60 г. Половой диморфизм не выражен. У взрослых особей номинативного подвида окраска оперения верха тёмно-коричневатого цвета, с белыми кончиками трёх внешних рулевых перьев; на крыле заметна широкая оранжево-рыжая полоса (хорошо видна в полёте). Горло более бледное, сероватое; нижние части тела рыжевато-оранжевые. Клюв черноватый; ноги бледно-телесные. Молодые особи не описаны.
Отличается от очень похожего вида Stizorhina finschi более тёмными верхними частями тела, тёмным надхвостьем, более заметной полосой на крыле, большим клювом, более длинными ногами; а также поведением (качание хвостом). 

## Вокализация
Белохвостая дроздовая горихвостка поёт с присады, иногда на дереве с высоты 10—15 м от земли; позывки издаются как с присады, так и в полёте. Песня приглушённая, слышится редко, передаётся как  «wurriiit t’rii uiiiiiit…»; часто издается у колонн кочевых муравьёв. Позывки включают в себя: одиночный пронзительный, восходящий свист «huwiiiiit», или «tlooeeet», или «wiiiiiiiit», длящийся около одной секунды; нисходящий свистящий «tsiiiiuw», обычно часто повторяющийся; также резкий «sip-sip» при тревоге, громкий «hiiir-her-hih» и тикающий «prrt-prrt», за которым может следовать одиночный восходящий или нисходящий шёпот.

## Подвиды и распространение
Выделяют два подвида:
- Neocossyphus poensis poensis  (Strickland, 1844) — от Сьерра-Леоне до Камеруна, Республики Конго и Габона и на острове Биоко;
- Neocossyphus poensis praepectoralis  Jackson, 1906 — от запада Демократической Республики  Конго и Анголы до Уганды и запада Кении.

## Места обитания
Естественными местами обитания являются первичный равнинный лес, особенно заболоченные районы, а также старый вторичный лес, опушки, заброшенные плантации какао, большие поляны с упавшими деревьями, иногда участки леса в саванне. Встречается на высоте до 1400 м над уровнем моря в Либерии, 50–1050 м в Камеруне, от уровня моря до 800 м на Биоко, до 750 м в Анголе; от уровня моря до 1500 м в Восточном Конго и Уганде и 1700–1900 м в Кении и Руанде.

## Биология
Белохвостая дроздовая горихвостка кормится поодиночке, парами или небольшими группами; часто присоединяется к смешанным стаям кормящихся птиц. Собирает корм на земле в опавших листьях или среди сплетений корней и веток у земли; также совершает вылазки на низкую растительность. Почти всегда следует за колоннами кочевых муравьёв, от которых сильно зависит доступность пищи; обычно прыгает прямо перед колонной, часто агрессивно взаимодействуя с другими видами птиц, сопровождающих муравьев. В состав рациона входят мелкие насекомые и их личинки, такие как муравьи (Hymenoptera), термиты (Isoptera), жуки (Coleoptera), тараканы (Blattodea) и прямокрылые (Orthoptera); а также пауки, двупарноногие (Diplopoda) и другие наземные членистоногие; редко мелкие лягушки и ягоды. 
Биология размножения практически не исследована; гнезда, яйца, периоды инкубации и оперения птенцов не описаны. Птицы в состоянии размножения наблюдались в апреле—июле, а молодые особи в сентябре и ноябре в Либерии; птицы в состоянии размножения — в сентябре в Гане; птенцы — в июле в Нигерии; молодые особи — в июле, сентябре и ноябре в Камеруне; птицы в состоянии размножения — в мае на Биоко.